# 雄信內信號場
雄信內信號場（日语：／ Onoppunai shingōsyō */?）是位於北海道天鹽郡幌延町、屬於北海道旅客鐵道（JR北海道）宗谷本線的信號場。
本站原為客運車站，原車站編號為W68，屬無人站。由於使用人數稀少，加上幌延町決定不再負擔維修費等費用後，客運服務於2025年3月15日隨著時間表改正時遭廢站。然而，因着車站本身設有交會設施，因此廢除客運服務後，改為信號場級別。
站名源自於阿伊努語的「o-nup-un-nay/」，意思是「河口有原野的河川」。

## 車站構造

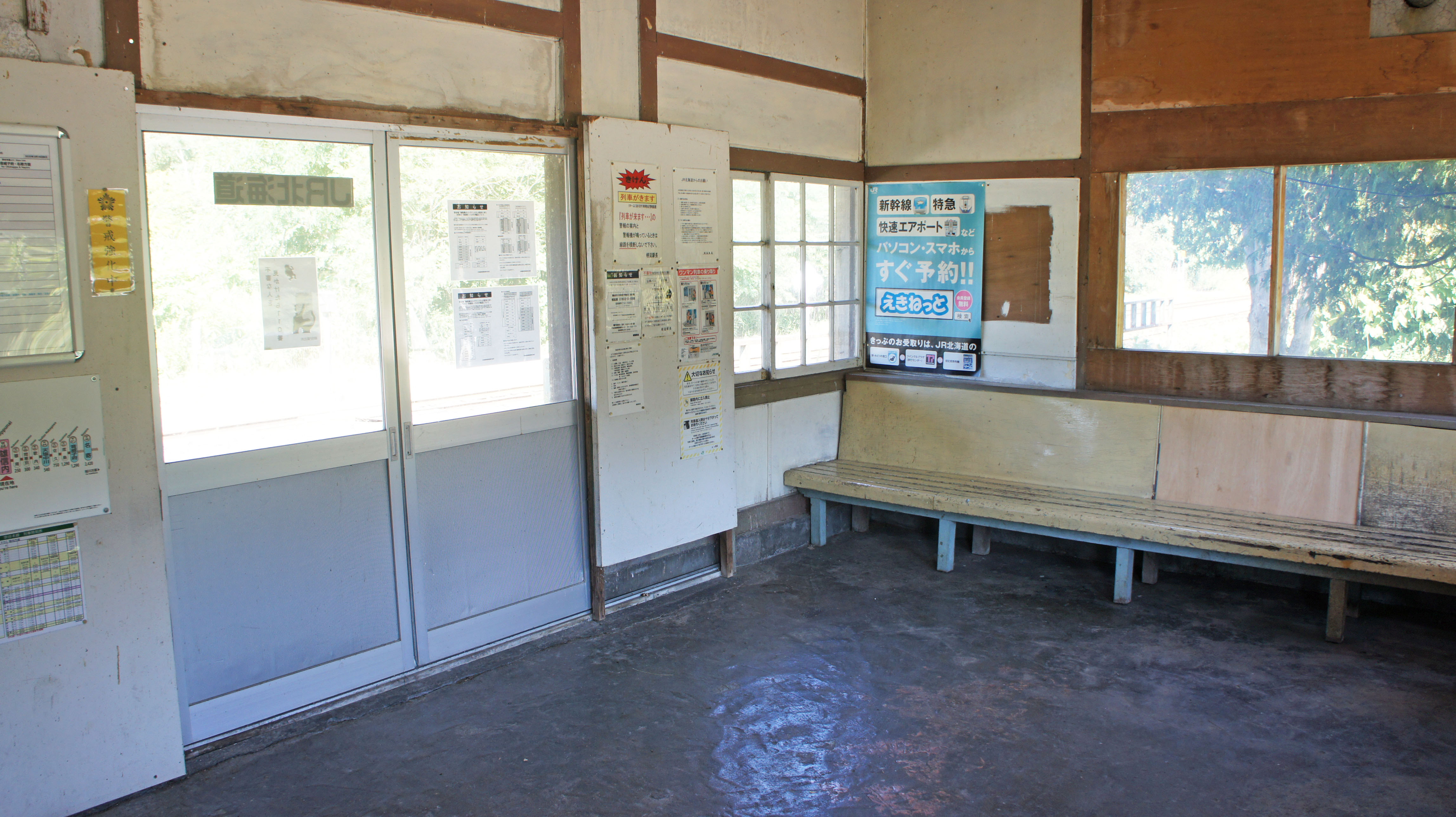
車站內部(2020年8月)

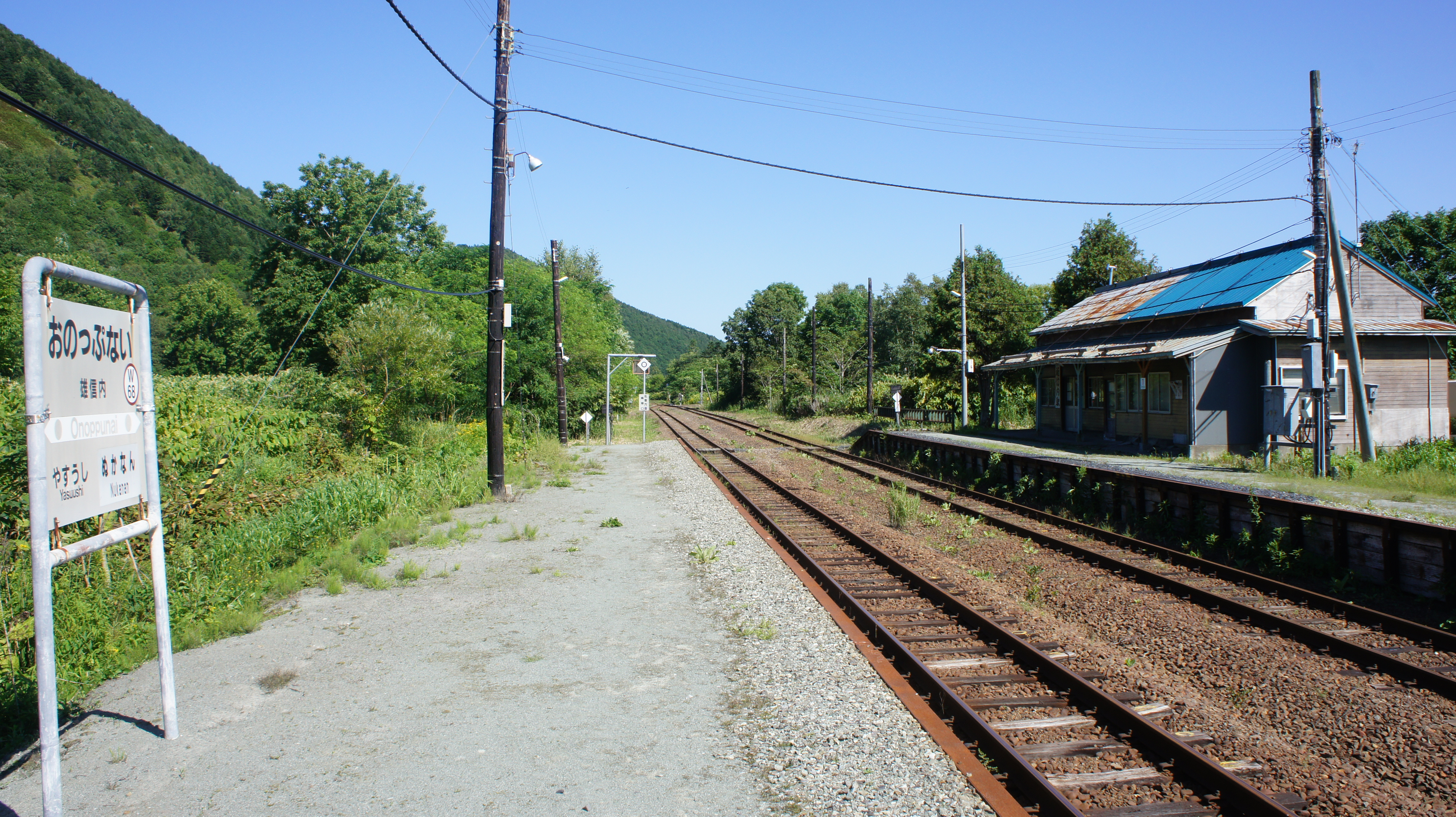
月台(2020年8月)

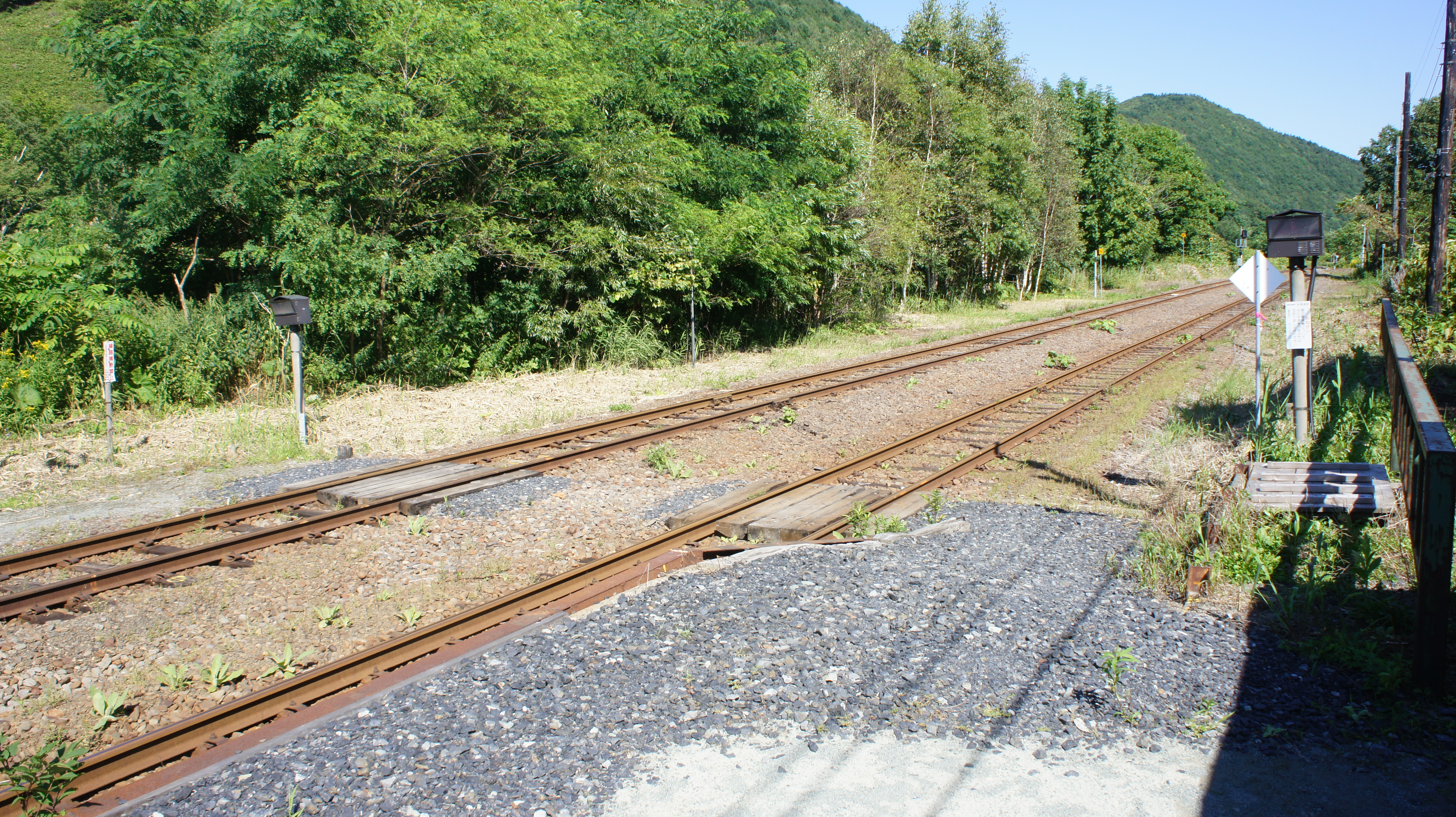
平交道(2020年8月)

### 原站房
廢站前，本站設有單層木建的站房一座。現時已經被鎖上，不再使用。

### 原月台
本站設有2個側式月台，為兩面兩線的地面車站。本站也是無人站，但冬季會配置清除積雪的職員。車站內的洗手間已經封閉，乘客需要使用車站旁由組裝配件建成的洗手間。

## 歷史
- 1925年7月20日：以日本國有鐵道車站之姿啟用。
- 1982年3月29日：廢止貨物裝卸。
- 1984年：

- 2月1日：取消行李處理。
- 11月10日：取消售票及檢票等業務，只配置處理閉塞的職員。

- 1986年11月1日：車站電子閉塞化後成為無人站。
- 1987年4月1日：日本國鐵正式民營化並進行分割，車站劃歸由JR北海道繼承。
- 2024年12月13日：JR北海道宣布雄信內站將隨著2025年3月列車時刻表的改點而被廢站[4][5][6]。
- 2025年3月15日：廢站[1]，降格為信號場[7]。

## 車站周邊
車站周圍主要是已經沒有人居民的廢棄房屋，以及由白樺組成的疏林等。
- 北海道道256号丰富远别线
- 北海道道302號雄信內停車場線
- 天鹽川
- 下平陸橋
- 雄信內大橋 - 穿越天鹽川的橋樑。
- 雄興集會所 - 舊幌延町立雄信內小學遺址
- 天鹽町ONUPUNAI聚落 - 沿國道40號步行，穿越雄信內大橋到達
  - 天鹽町役場雄信内分所
  - 天鹽警署（日语：天塩警察署）雄信内駐所
  - 雄信内郵局
  - 天鹽町立啟德中小學
  - 天鹽町立雄信内僻地看護所
  - 天鹽町農業協同組合（JA天鹽町）雄信內分所

## 相鄰車站
北海道旅客鐵道（JR北海道）
■宗谷本線
糠南（W67）－（雄信內信號場）－南幌延（W70）

## 外部連結
- （日語）JR北海道 – 雄信內站 （页面存档备份，存于）
- （日語）全驛參觀之旅 （页面存档备份，存于）